# Darko Končan
Darko Končan, slovenski ekonomist in politik, * 27. april 1956, Celje.
Med 22. decembrom 2000 in 16. januarjem 2003 je bil državni sekretar Republike Slovenije na Ministrstvu za finance Republike Slovenije.